# 葵涌機鐵工作台倒塌事故

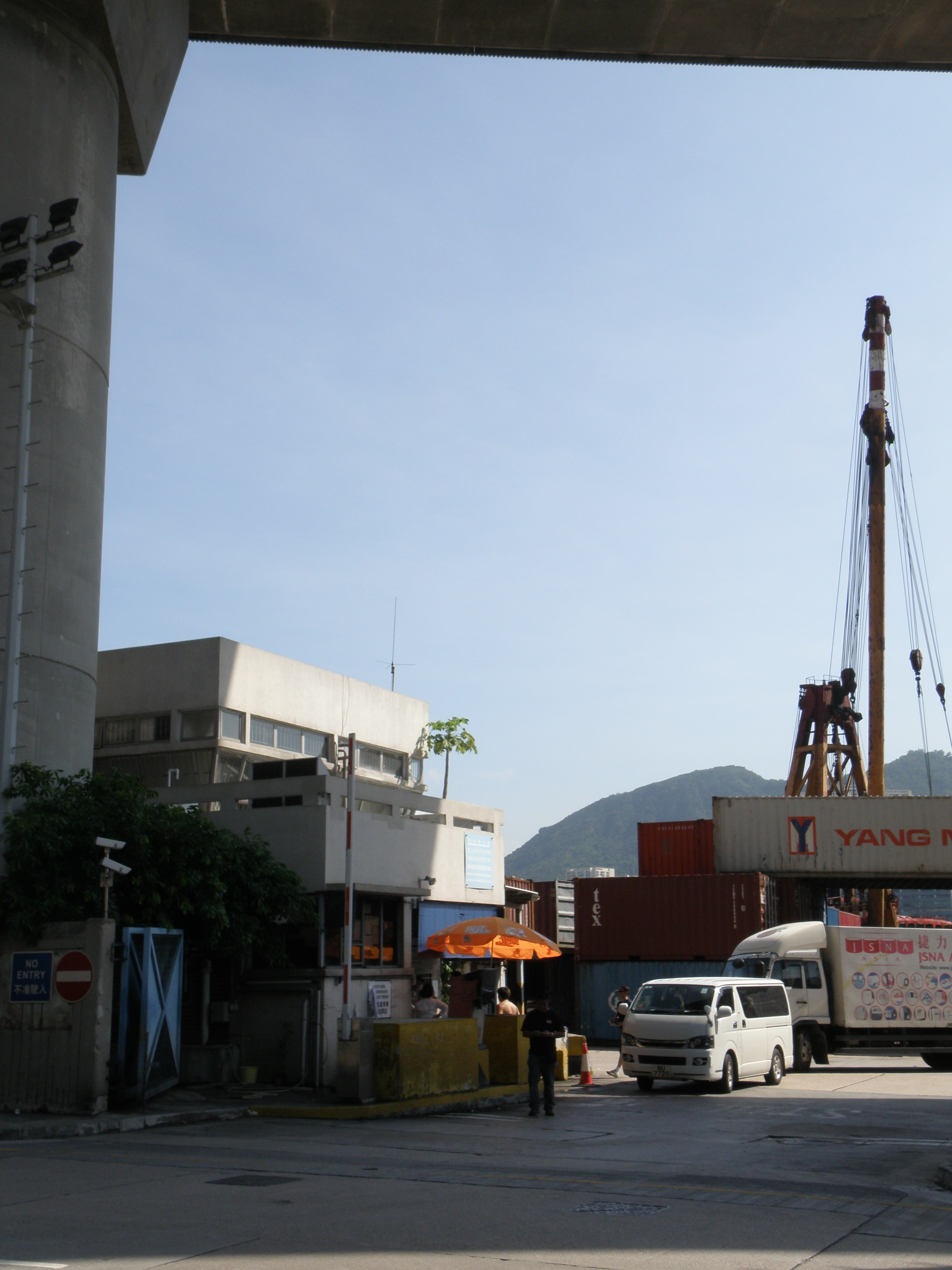
倒塌地點

葵涌機鐵工作台倒塌事故指香港一宗嚴重工業意外。1996年6月6日下午，葵涌永順街海事處藍巴勒海峽貨物起卸區內的機場鐵路青荔橋建築地盤，一個離地約80呎、長26呎、闊4呎，連接在橋躉的鋼結構工作突然飛脫，先撞及海事處2樓平台，身處工作台的4名工人其中1人被拋出平台，工作台再反彈墮地，將餘下工人拋出並壓着2名路過工人。全部工人於送抵醫院1小時內先後證實死亡。

## 外部連結
- 地盤嚴重工業意外事件簿 （页面存档备份，存于）